# 맥신 (영화)
《맥신》(영어: MaXXXine)은 2024년 개봉한 미국의 슬래셔 영화이다. 타이 웨스트가 감독과 각본을 맡았다. 영화 《X》 3부작의 최종 작품이다.

## 출연진
- 미아 고스 - 맥신 밍크스
- 엘리자베스 데비키 - 엘리자베스 벤더
- 모지스 섬니
- 미셸 모너핸
- 보비 캐너베일
- 릴리 콜린스
- 할시
- 잔카를로 에스포시토
- 케빈 베이컨